# Danska
Kraljevina Danska (krajše le Danska) je najstarejša, površinsko najmanjša in najgosteje poseljena nordijska država, ki leži v Skandinaviji v severni Evropi na polotoku vzhodno od Baltskega morja in jugozahodno od Severnega morja. Vključuje tudi številne otoke severno od Nemčije, na katero meji tudi po kopnem, in Poljske, poleg teh pa še ozemlja na Grenlandiji in Ferskih otokih, ki so združena pod dansko krono, čeprav uživajo samoupravo. Le četrtina teh otokov je naseljena. Danska je s slabimi 6 milijoni prebivalcev druga najbolj naseljena nordijska država (za sosednjo Švedsko), po gostoti prebivalstva pa je prva med nordijskimi in baltskimi deželami, saj s površino okoli 43.000 km2 le nekaj več kot dvakrat presega Slovenijo. Danska je izrazito ravninska s komaj 170,86 metrov visoko najvišjo vzpetino Møllehøj, najdaljša reka pa je Gudenå, dolga 176 km, ki se izliva v Randers fjord.

## Zgodovina
Med skandinavskimi državami, ki imajo številne skupne kulture in zgodovinske značilnosti ima kraljevina Danska posebno mesto. Zaradi naravnega prehoda z evropskega kopnega na Skandinavski polotok je pomemben most med državami srednje in severne Evrope. Hkrati je tudi most med Severnim in Baltskim morjem in s tem med Atlantskim oceanom in Baltskim morjem, ki odpira pot daleč v celinsko vzhodno Evropo. Čeprav je Danska majhna in je vedno imela malo prebivalcev, je občasno bila središče politične tvorbe, ki je segala od Nordkapa do Labe, od Grenlandije do Estonije in je vrh tega imela kot kolonialna država trgovska oporišča na Karibskem otočju, v zahodni Afriki in Indiji.
Odnosi Danske z njenimi sosedami na severu in jugu niso bili nikoli tako dobri kot zdaj. V preteklosti se je namreč kar pogosto vojskovala z njimi. Pred danskimi Vikingi so od 9. stoletja do sredine 11. stoletja trepetali na vseh zahodnoevropskih obalah. Zaradi roparskih pohodov je trpelo zlasti prebivalstvo na Britanskem otočju pa tudi v Franciji, Portugalski in celo Italiji.

### Prazgodovina
Najzgodnejše arheološke najdbe na Danskem segajo v medledeno obdobje Eem od 130.000 do 110.000 pred našim štetjem. Danska je bila naseljena okoli leta 12.500 pr. n. št., poljedelstvo pa je očitno od leta 3900 pr. n. št. Skandinavsko bronasto dobo (1800–600 pr. n. št.) na Danskem so zaznamovale grobne gomile, ki so pustile obilico najdb, vključno z lurami in Trundholmsko sončno kočijo.
Med predrimsko železno dobo (500 pr. n. št. – 1 n. št.) so se domorodne skupine začele seliti na jug in prvi plemenski Danci so prišli v državo med predrimsko in germansko železno dobo v rimski železni dobi (leto 1–400). Rimske province so vzdrževale trgovske poti in odnose z domačimi plemeni na Danskem, kjer so našli rimske kovance. Dokazi o močnem keltskem kulturnem vplivu izvirajo iz tega obdobja na Danskem in v večjem delu severozahodne Evrope in se med drugim odražajo v najdbi Gundestrupskega kotla.
Plemenski Danci so prišli z vzhodnih danskih otokov (Zelandija) in Skanije ter so govorili zgodnjo obliko severnogermanskega jezika. Zgodovinarji verjamejo, da so pred njihovim prihodom večino Jutlandije in najbližjih otokov poselila plemena Jutov. Juti so se sčasoma preselili v Veliko Britanijo, nekateri kot plačanci britonskega kralja Vortigerna, in dobili so jugovzhodna ozemlja Kenta, otok Wight in druga območja, kjer so se naselili. Kasneje so jih absorbirali ali etnično očistili invazivni Angli in Sasi, ki so oblikovali Anglosase. Preostalo jutiško prebivalstvo v Jutlandiji se je asimiliralo z naseljenimi Danci.
Kratka opomba zgodoinarja Jordana o Dancih v Getici (De origine actibusque Getarum - Izvor in dejanja Getov [Gotov]) naj bi bila zgodnja omemba Dancev, ene od etničnih skupin, iz katerih izvirajo sodobni Danci. Obrambne strukture Danevirke so bile zgrajene v fazah od 3. stoletja naprej, sam obseg gradbenih prizadevanj leta 737 našega štetja pa pripisujejo nastopu danskega kralja. Nova runska abeceda je bila prvič uporabljena približno v istem času v kraju Ribe, najstarejše mesto na Danskem, je bilo ustanovljeno okoli leta 700 našega štetja.

### Vikingi in srednji vek
Od 8. do 10. stoletja je bila širša skandinavska regija izvor Vikingov. Kolonizirali so, plenili in trgovali po vseh delih Evrope. Danski Vikingi so bili najbolj dejavni na vzhodnem in južnem Britanskem otočju ter v zahodni Evropi. Naselili so se v delih Anglije (znanih kot Danelaw) pod kraljem Svenom Vilobradim leta 1013 in v Franciji, kjer je bilo Dancem in Norvežanom dovoljeno, da se naselijo v tem, kar je kasneje postalo Normandija, v zameno za zvestobo Robertu I. z Rollom kot prvim vladarjem. Nekaj anglosaških penijev iz tega obdobja so našli na Danskem.
Danska se je v poznem 8. stoletju v veliki meri utrdila in njeni vladarji se v frankovskih virih dosledno imenujejo kralji (reges). Pod vladavino Gudfreda leta 804 je dansko kraljestvo morda vključevalo vse dežele Jutlandijo, Skanijo in danske otoke, razen Bornholma.
Obstoječa danska monarhija ima svoje korenine nazaj do Gorma Starejšega, ki je svojo vladavino vzpostavil v začetku 10. stoletja. Kot potrjujejo runski kamni iz Jellinga, je Dance okoli leta 965 pokristjanil Harald Modrozobi, Gormov sin. Menijo, da je Danska postala krščanska iz političnih razlogov, da je ne bi napadlo Sveto rimsko cesarstvo. Sveto rimsko cesarstvo, vzhajajoča krščanska sila v Evropi, je bilo pomemben trgovinski partner Dancev. Kot sredstvo za odvračanje od te grožnje je Harald okoli Danske zgradil šest trdnjav, imenovanih Trelleborg, in zgradil še Danevirke. V začetku 11. stoletja je Knut Veliki zmagal in s skandinavsko vojsko za skoraj 30 let združil Dansko, Anglijo in Norveško.
V visokem in poznem srednjem veku je Danska vključevala tudi Skåneland (območja Skanija, Halland in Blekinge v današnji južni Švedski) in danski kralji so vladali danski Estoniji, pa tudi vojvodinama Schleswig in Holstein. Večina slednjih dveh zdaj tvori deželo Schleswig-Holstein v severni Nemčiji.
Leta 1397 je Danska sklenila personalno unijo z Norveško in Švedsko, združeno pod kraljico Margareto I. Vse tri države naj bi bile v uniji obravnavane kot enakopravne. Vendar Margareta celo od začetka morda ni bila tako idealistična – obravnavala je Dansko kot očitno 'starejšo' partnerico unije. Tako se velik del naslednjih 125 let skandinavske zgodovine vrti okoli te zveze, pri čemer se je Švedska večkrat prekinila in ponovno osvojila. Vprašanje je bilo iz praktičnih razlogov rešeno 17. junija 1523, ko je švedski kralj Gustav Vasa osvojil mesto Stockholm. Protestantska reformacija se je v 1530-ih letih razširila v Skandinavijo in po državljanski vojni med grofovimi fevdi se je Danska leta 1536 spreobrnila v luteranstvo. Kasneje istega leta je Danska sklenila unijo z Norveško.

### Zgodnja moderna zgodovina (1536–1849)
Potem ko se je Švedska dokončno odcepila od personalne unije, je Danska večkrat poskušala ponovno prevzeti nadzor nad svojo sosedo. Kralj Kristijan IV. je napadel Švedsko v kalmarski vojni 1611–1613, vendar ni uspel doseči svojega glavnega cilja, da bi jo prisilil k vrnitvi v unijo. Vojna ni privedla do ozemeljskih sprememb, vendar je bila Švedska prisiljena plačati vojno odškodnino v višini 1 milijona srebrnih riksdalerjev Danski, znesek, znan kot odkupnina Älvsborg. Kralj Kristijan je s tem denarjem ustanovil več mest in trdnjav, predvsem Glückstadt (ustanovljen kot tekmec Hamburgu) in Christianio. Po navdihu Nizozemske vzhodnoindijske družbe je ustanovil podobno dansko podjetje in načrtoval, da bi Cejlon razglasil za kolonijo, vendar je podjetju le uspelo pridobiti Tranquebar na indijski Koromandski obali. Velike kolonialne težnje Danske so vključevale nekaj ključnih trgovskih postaj v Afriki in Indiji. Medtem ko danske trgovske postojanke v Indiji niso bile pomembne, je igrala pomembno vlogo v zelo donosni atlantski trgovini s sužnji prek svojih trgovskih postojank v Fort Christiansborgu v Osuju v Gani, prek katerih se je trgovalo z 1,5 milijona sužnjev. Medtem ko se je danski kolonialni imperij vzdrževal s trgovino z drugimi velikimi silami in nasadi, je pomanjkanje virov nazadnje povzročilo njegovo stagnacijo.
V tridesetletni vojni je Kristijan poskušal postati vodja luteranskih držav v Nemčiji, vendar je v bitki pri Lutteri doživel hud poraz. Posledica tega je bila, da je katoliška vojska pod vodstvom Albrechta von Wallensteina lahko napadla, okupirala in oropala Jutlandijo, s čimer je Dansko prisilila, da se je umaknila iz vojne. Danska se je uspela izogniti ozemeljskim koncesijam, vendar je bilo posredovanje kralja Gustava Adolfa v Nemčiji videti kot znak, da je vojaška moč Švedske v porastu, medtem ko je vpliv Danske v regiji upadal. Švedska vojska je leta 1643 vdrla v Jutlandijo in leta 1644 zahtevala Skanijo. V pogodbi iz Brømsebra leta 1645 je Danska predala Halland, Gotland, zadnje dele danske Estonije in več provinc na Norveškem.
Danski kralj Friderik III. je leta 1657 videl priložnost, da razdre Brømsebrsko pogodbo, in je Švedski, ki je bila globoko vpletena v drugo severno vojno (1655–1660), napovedal vojno in vkorakal v Bremen-Verden. To je privedlo do velikega danskega poraza, ko je vojska švedskega kralja Karla X. Gustava osvojila Jutlandijo in po švedskem pohodu čez zamrznjene Danske prelive zasedla Funen in velik del Zelandije, preden je februarja 1658 podpisala mir v Roskildu, ki je Švedski dal nadzor nad Skanijo, Blekinge, Bohuslän, Trøndelag in otokom Bornholm. Karel X. Gustav je hitro obžaloval, da ni uničil Danske, in avgusta 1658 začel drugi napad na Dansko, osvojil večino danskih otokov in začel dve leti trajajoče obleganje Københavna. Kralj Friderik III. je dejavno vodil obrambo mesta, zbiral državljane, da so prijeli za orožje, in odbil švedske napade. Obleganje se je končalo po smrti Karla X. Gustava leta 1660. V mirovnem dogovoru, ki je sledil, je Danska uspela ohraniti svojo neodvisnost in ponovno prevzeti nadzor nad Trøndelagom in Bornholmom. Friderik III., ki je po vojni dosegel veliko priljubljenost, je to izkoristil za razpustitev volilne monarhije v korist absolutne monarhije, ki je na Danskem trajala do leta 1848.
Danska je v skanski vojni (1675–1679) poskušala ponovno prevzeti nadzor nad Skanijo, vendar ji ni uspelo. Po veliki severni vojni (1700–1721) je Danska uspela ponovno prevzeti nadzor nad deli Schleswiga in Holsteina, ki jima je vladala hiša Holstein-Gottorp v pogodbi iz Frederiksborga leta 1720 oziroma pogodbe iz Carskega sela leta 1773. Danska je v zadnjih desetletjih 18. stoletja močno napredovala zaradi svojega nevtralnega statusa, ki ji je omogočal trgovanje z obema stranema v številnih sodobnih vojnah. V napoleonskih vojnah je Danska trgovala s Francijo in Združenim kraljestvom ter se pridružila Ligi oborožene nevtralnosti z Rusijo, Švedsko in Prusijo. Britanci so to imeli za sovražno dejanje in so leta 1801 in 1807 napadli København, pri čemer so v enem primeru odnesli dansko floto, v drugem pa požgali velike dele danske prestolnice. To je privedlo do tako imenovane dansko-britanske vojne s topniškimi čolni. Britanski nadzor nad vodnimi potmi med Dansko in Norveško se je izkazal za katastrofalnega za gospodarstvo unije in leta 1813 je Danska–Norveška bankrotirala.
Unija je bila razpuščena s Kielskim sporazumom leta 1814; danska monarhija se je »nepreklicno in za vedno« odrekla zahtevam po Kraljevini Norveški v korist švedskega kralja. Danska je obdržala posesti Islandije (ki je obdržala dansko monarhijo do leta 1944), Ferskih otokov in Grenlandije, vse pa je stoletja upravljala Norveška. Poleg nordijskih kolonij je Danska še naprej vladala danski Indiji od 1620 do 1869, danski Zlati obali (Gana) od 1658 do 1850 in danski Zahodni Indiji od 1671 do 1917.

### Ustavna monarhija (1849–danes)
Nastajajoče dansko liberalno in nacionalno gibanje je dobilo zagon v 1830-ih; po evropskih revolucijah leta 1848 je Danska 5. junija 1849 mirno postala ustavna monarhija. Nova ustava je vzpostavila dvodomni parlament. Danska se je soočila z vojno tako proti Prusiji kot proti Avstrijskemu cesarstvu v tako imenovani drugi schleswiški vojni, ki je trajala od februarja do oktobra 1864. Danska je bila poražena in je bila prisiljena odstopiti Schleswig in Holstein Prusiji. Ta izguba je bila zadnja v dolgem nizu porazov in ozemeljskih izgub, ki so se začele v 17. stoletju. Po teh dogodkih je Danska v Evropi vodila politiko nevtralnosti.
Industrializacija je prišla na Dansko v drugi polovici 19. stoletja. Prve železnice v državi so bile zgrajene v 1850-ih, izboljšane komunikacije in čezmorska trgovina pa so omogočile razvoj industrije kljub pomanjkanju naravnih virov na Danskem. Od leta 1870 so se razvili sindikati. Prišlo je do precejšnje selitve ljudi s podeželja v mesta, dansko kmetijstvo pa je postalo osredotočeno na izvoz mlečnih in mesnih izdelkov.
Danska je ohranila svojo nevtralno držo med prvo svetovno vojno. Po porazu Nemčije so versajske sile ponudile vrnitev regije Schleswig-Holstein Danski. Zaradi strahu pred nemškim iredentizmom je Danska zavrnila možnost vrnitve območja brez plebiscita; plebiscita v Schleswigu sta bila 10. februarja in 14. marca 1920. 10. julija 1920 je Danska pridobila severni Schleswig in s tem dodala približno 163.600 prebivalcev in 3984 kvadratnih kilometrov. Prva socialdemokratska vlada v državi je nastopila leta 1924.
Med drugo svetovno vojno, ko so nemške čete kljub danski izjavi o nevtralnosti napadle Dansko in jo zasedle, se je osamosvojila Islandija, po vojni pa sta dobila Grenlandija in Fersko otočje obsežno avtonomijo. Dancem ni ostalo veliko od nekdanjega velikanskega kraljestva, toda to ni zmanjšalo njihove narodne zavesti. Po danskem se povsod bleščijo narodne barve in na vsakem koraku je mogoče občutiti močno povezanost prebivalcev z njihovo državo. Velika priljubljenost kraljice Margarete II. (rojene 1940), ki je leta 1972 prevzela kraljevino po smrti svojega očeta, prispeva k temu, da večina prebivalcev podpira sistem parlamentarne monarhije. Politična moč vladarja je že leta 1849 omejila liberalna ustava, ki je izročila najvišjo oblast parlamentu (Folketing, ljudski zbor).
Dansko povojno politiko izoblikovali socialni demokrati ki so začeli delovati v 1870-ih. Socialni demokrati so morali več volilnih obdobij deliti oblast z ostalimi strankami. Njihovo nasprotje predstavlja konzervativna Ljudska stranka. Že v 1930-ih so se na danskem lotili socialnih reform. Tako da ima država danes eno izmed najbolje urejenih socialnih varstev v Evropski uniji. To omogoča visok dohodek na prebivalca. Visoki davki pokrivajo drago socialno ureditev in hkrati izravnavajo prevelike razlike v prejemkih prebivalcev.
14. januarja 2024 je danska kraljica Margareta II. Danska ob 53. jubileju kronanja odstopila z mesta kraljice in prepustila prestol sinu, kronskemu princu Frideriku, kronanemu kot Friderik X.

## Demografija

### Prebivalstvo
Kraljevina je ob zadnjem popisu oktobra 2008 štela 5.505.995 prebivalcev (2020 že 5,83 milijona). 91,1 % teh se je opredelilo za Dance, sledijo številčne skupnosti Azijcev, Bosancev, Arabcev, ostalih priseljencev iz držav nekdanje Jugoslavije, Nemcev, Grkov in Turkov. Povprečna poseljenost je 129 prebivalcev na km2. Skoraj polovica (okoli 2,5 milijona) prebivalstva Danske živi na največjem otoku Sjælland (Zelandija). Največje je glavno mesto København s svojim metropolitanskim območjem, imenovanim tudi Storkøbenhavn, ki ima med 1,3 do 2 milijona prebivalcev (stanje 1. januar 2021) ter vključuje predmestja in satelitska mesta Frederiksberg, Roskilde, Helsingør, Hørsholm, Køge, Tårnby in Dragor, sledijo Aarhus, Odense, Aalborg, Esbjerg, Randers, Kolding, Herning, Horsens, Vejle, Viborg, Fredericia, Holstebro, Hobro, Slagelse, Sønderborg, Augustenborg, Svendborg, Næstved, Fyn, Nyborg, Nykøbing Falster, Nykøbing Mors, Hjørring, Holbæk, Sjælland, Kalundborg, Ribe, Nakskov, Billund, Silkeborg, Harderslev, Tønder, Tinglev, Kruså, Vordingborg, Maribo, Stege, Brørup, Varde, Bramming, Rudkøbing, Broager, Aabenraa, Gråsten, Guderup, Aasens, Faaborg, Vojens, Kerteminde, Munkebo, Otterup, Rødekro, Ronne, Frederiksvaerk itd.
| Pokrajina         | Populacija (ocena iz 2011) | Površina (km²) | Gostota (preb. na km²) |
| ----------------- | -------------------------- | -------------- | ---------------------- |
| Danska            | 5.564.219                  | 43.075         | 129                    |
| Ferski otoki      | 49.267                     | 1.399          | 35                     |
| Grenlandija       | 56.615                     | 2.166.086      | 0,027                  |
| Kraljevina Danska | 5.670.101                  | 2.220.097      | 2,6                    |

### Vera
Za protestante se je opredelilo 79 % vprašanih, sledijo preostali protestanti in katoliki. Zaradi imigracij prebiva na Danskem 2 % muslimanov.

## Geografija
Dansko v severni Evropi sestavljata severni del polotoka Jutland in arhipelag 406 otokov. Od teh je največji otok Zealand, na katerem je glavno mesto København, sledijo mu Severni Jutlandski otok, Funen in Lolland. Otok Bornholm je vzhodno od ostale države, v Baltskem morju. Številni večji otoki so povezani z mostovi; most in predor čez Øresund povezuje Zelandijo s Švedsko; fiksna povezava Most Great Belt povezuje Funen z Zelandijo; most Little Belt povezuje Jutland s Funenom. Trajekti ali majhna letala povezujejo manjše otoke. Štiri mesta z več kot 100.000 prebivalci so glavno mesto København na Zelandiji; Aarhus in Aalborg v Jutlandiji; in Odense na otoku Funen.
Država zavzema skupno površino 42.943,9 kvadratnih kilometrov. Območje celinskih voda je veliko, različno navedeno od 500 do 700 km². Jezero Arresø severozahodno od Københavna je največje jezero. Velikosti kopnega ni mogoče natančno navesti, ker ocean nenehno erodira in dodaja material obali ter zaradi človeških projektov melioracije (za preprečevanje erozije). Postglacialni odboj dviga kopno za malo manj kot 1 cm na leto na severu in vzhodu, zato se obala širi. Krog, ki zajema isto območje kot Danska, bi imel premer 234 kilometrov z obsegom 736 km (samo površina: 232,33 km oziroma 730 km. Na jugu meji z Nemčijo v dolžini 68 kilometrov, sicer pa je obkrožena z 8750 km plimske obale (vključno z majhnimi zalivi). Nobena lokacija na Danskem ni dlje od obale kot 52 km. Na jugozahodni obali Jutlanda je plima med 1 in 2 m, črta plime pa se premika navzven in navznoter na 10 km odseku. Danske teritorialne vode merijo 105.000 kvadratnih kilometrov.
Najsevernejša točka Danske je točka Skagen (severna plaža reke Skaw) na 57° 45' 7" severne zemljepisne širine; najjužnejša je točka Gedser (južna konica Falsterja) na 54° 33' 35" severne zemljepisne širine; skrajna zahodna točka je Blåvandshuk na 8° 4' 22" vzhodne zemljepisne dolžine; najbolj vzhodna točka pa je Østerskær na 15° 11' 55" vzhodne zemljepisne dolžine. To je v majhnem arhipelagu Ertholmene 18 kilometrov severovzhodno od Bornholma. Razdalja od vzhoda do zahoda je 452 kilometrov, od severa do juga 368 kilometrov.
Država je ravninska z malo nadmorske višine, s povprečno višino nad morsko gladino 31 metrov. Najvišja naravna točka je Møllehøj s 170,86 metri. Čeprav je to daleč najnižja najvišja točka v nordijskih državah in tudi manj kot polovica najvišje točke v južni Švedski, je splošna nadmorska višina Danske v njeni notranjosti na splošno na varni ravni pred dvigom morske gladine. Velik del danskega ozemlja sestavljajo valovite ravnice, medtem ko je obala peščena z velikimi sipinami na severnem Jutlandu. Čeprav je bila nekoč obsežno gozdnata, je danes Danska večinoma sestavljena iz obdelovalnih površin. Iz nje odteka približno ducat rek, najpomembnejše pa so Gudenå, Odense, Skjern, Suså in Vidå - reka, ki teče vzdolž njene južne meje z Nemčijo.
Kraljevina Danska vključuje dve čezmorski ozemlji, obe precej zahodno od Danske: Grenlandijo, največji otok na svetu, in Ferske otoke v severnem Atlantskem oceanu. Ta ozemlja so samoupravna v okviru svojih parlamentov (Løgting in Inatsisartut) in tvorijo skupaj s celinsko Dansko del Danskega kraljestva.

### Ferski otoki
Ferske otoke sestavlja 17 večjih in nekaj manjših otokov, ki so večinoma iz bazalta. Prebivalci so Ferci, ki so otoke poselili v 11. stoletju. Danski pripadajo od leta 1380. Najpomembnejši gospodarski panogi sta ribištvo in predelava rib, pomemben je tudi turizem in živinoreja. 

### Grenlandija
Ima 56.500 prebivalcev. Uradna jezika sta danščina in eskimščina. Poseljen je samo JZ del otoka, z manjšimi naselji ob obali. Večji del otoka pa je pokrit z ledenim pokrovom, ki je v osredju debel prek 3000 m. Podnebje je polarno, rastje pa večinoma tundra. Najpomembnejši gospodarski panogi sta ribištvo in predelava rib ter tudi rudna nahajališča, ki jih zaradi slabih podnebnih razmer slabo izkoriščajo.

### Podnebje
Danska ima zmerno podnebje, za katerega so značilne mile zime s povprečno temperaturo v januarju 1,5 °C in hladna poletja s povprečno temperaturo v avgustu 17,2 °C. Najbolj ekstremne temperature, zabeležene na Danskem od leta 1874, ko so se začela meritve, so bile 36,4 °C leta 1975 in −31,2 °C leta 1982. Danska ima v povprečju 179 dni na leto s padavinami, v povprečju prejme skupno 765 milimetrov na leto; jesen je najbolj mokra sezona, pomlad pa najbolj suha. Položaj med celino in oceanom pomeni, da je vreme pogosto nestabilno.
Zaradi severne lege Danske so dnevne svetlobe velike sezonske razlike. Pozimi so kratki dnevi s sončnim vzhodom ob 8.45 in zahodom ob 15.45 (standardni čas), pa tudi dolgi poletni dnevi s sončnim vzhodom ob 4.30 in zahodom ob 22.00 (poletni čas).

### Ekologija
Danska pripada Borealnemu kraljestvu in jo lahko razdelimo na dve ekoregiji: atlantske mešane gozdove in baltske mešane gozdove. Skoraj vsi danski pragozdovi v zmernem pasu so bili v zadnjih tisočletjih uničeni ali razdrobljeni, predvsem za kmetijske namene. Krčenje gozdov je ustvarilo velike pasove resave in uničujoče peščene nanose. Kljub temu je v državi več večjih drugoraslih gozdov in skupaj je zdaj gozdnatih 12,9 % zemlje. Navadna smreka (Picea abies) je najbolj razširjeno drevo (2017); pomembno drevo v proizvodnji božičnih drevesc. Danska ima povprečno oceno indeksa celovitosti gozdne krajine 0,5/10, kar jo uvršča na 171. mesto med 172 državami na svetu – za San Marinom.
Srne zasedajo podeželje v vse večjem številu, jelene z velikimi rogovi pa lahko najdemo v redkih gozdovih Jutlandije. Na Danskem živijo tudi manjši sesalci, kot so evropski dihur, pravi zajec in pravi ježi. Približno 400 vrst ptic naseljuje Dansko in okoli 160 se jih gnezdi v državi. Veliki morski sesalci so zdrave populacije pristaniških pliskavk (Phocoena phocoena), vse večje število plavutonožcev in občasni obiski velikih kitov, vključno z sinjimi kiti in orkami. Trske, sled in navadna plošča so bogate kulinarične ribe v danskih vodah in tvorijo osnovo za veliko ribiško industrijo.

### Okolje
Danska je decembra 2020 prenehala izdajati nova dovoljenja za črpanje nafte in plina.
Onesnaževanje zemlje in vode sta dve najpomembnejši okoljski težavi Danske, čeprav se večina gospodinjskih in industrijskih odpadkov v državi zdaj vedno bolj filtrira in včasih reciklira. Država je v zgodovini zavzela progresivno stališče do ohranjanja okolja; leta 1971 je Danska ustanovila ministrstvo za okolje in bila prva država na svetu, ki je leta 1973 uvedla okoljski zakon. Da bi ublažila degradacijo okolja in globalno segrevanje, je danska vlada podpisala Kjotski protokol o podnebnih spremembah. Nacionalni ekološki odtis pa znaša 8,26 globalnih hektarjev na osebo, kar je zelo visoko v primerjavi s svetovnim povprečjem 1,7 leta 2010. Dejavniki, ki prispevajo k tej vrednosti, so izjemno visoka vrednost za obdelovalne površine, pa tudi razmeroma visoka vrednost za pašnike, kar je mogoče razložiti z znatno visoko proizvodnjo mesa na Danskem (115,8 kilogramov mesa letno na prebivalca) in velika gospodarska vloga mesne in mlečne industrije. Decembra 2014 je indeks uspešnosti glede podnebnih sprememb za leto 2015 Dansko uvrstil na vrh razpredelnice in pojasnil, da je državi uspelo izvajati učinkovite politike varstva podnebja, čeprav so emisije še vedno precej visoke. Leta 2020 je bila Danska znova uvrščena na prvo mesto indeksa. Leta 2021 je Danska skupaj s Kostariko ustanovila »Beyond Oil and Gas alliance« za prenehanje uporabe fosilnih goriv.
Danska ozemlja, Grenlandija in Ferski otoki, ulovijo približno 650 kitov na leto. Grenlandske kvote za ulov kitov so določene v skladu z nasveti Mednarodne komisije za kitolov (IWC), ki ima pristojnost odločanja o kvotah.

### Upravna delitev
Danska s skupno površino 43.094 kvadratnih kilometrov je razdeljena na pet upravnih regij (dansko regioner). Regije so nadalje razdeljene na 98 občin (kommuner). Najbolj vzhodno ozemlje na Danskem, arhipelag Ertholmene, s površino 39 hektarjev ni niti del občine niti regije, ampak pripada Ministrstvu za obrambo. Danske province so statistične enote Danske, ki so med upravnimi regijami in občinami. Niso upravne delitve niti predmet kakršnih koli političnih volitev, ampak so v glavnem za statistično uporabo.
Regije so bile ustanovljene 1. januarja 2007, da bi nadomestile 16 nekdanjih okrajev. Hkrati so bile manjše občine združene v večje enote, s čimer se je število zmanjšalo s 270. Večina občin ima zaradi finančne in poklicne vzdržnosti vsaj 20.000 prebivalcev, čeprav je bilo pri tem pravilu nekaj izjem. Upravne delitve vodijo neposredno izvoljeni sveti, izvoljeni sorazmerno vsaka štiri leta; zadnje danske lokalne volitve so potekale 16. novembra 2021. Druge regionalne strukture uporabljajo občinske meje kot postavitev, vključno s policijskimi okrožji, sodnimi okrožji in volilnimi enotami.

#### Regije
Organi upravljanja regij so regionalni sveti, vsak ima enainštirideset svetnikov, izvoljenih za dobo štirih let. Svete vodijo predsedniki regionalnih okrožij (regionsrådsformand), ki jih izvoli svet. Področja pristojnosti regionalnih svetov so nacionalno zdravstvo, socialne storitve in regionalni razvoj. Za razliko od okrožij, ki so jih nadomestile, regije ne smejo zaračunavati davkov, zdravstvena storitev pa se delno financira z nacionalnim prispevkom za zdravstveno varstvo do leta 2018 (sundhedsbidrag), delno s sredstvi vlade in občin. S 1. januarjem 2019 se ta prispevek ukinja, saj ga nadomešča višja dohodnina.
Območje in prebivalstvo regij se zelo razlikuje; na primer, regija glavnega mesta, ki obsega metropolitansko območje Københavna z izjemo odvzete province Vzhodna Zelandija, vendar vključuje otok Bornholm v Baltskem morju, ima trikrat več prebivalcev kot regija Severna Danska, ki zajema bolj redko poseljeno območje severnega Jutlanda. V okviru okrožnega sistema so nekatere gosto poseljene občine, kot sta občina Köbenhavn in Frederiksberg, dobile enak status kot okrožja, zaradi česar so bile upravne enote prve stopnje. Te občine sui generis so bile v okviru reform iz leta 2007 vključene v nove regije.
| Dansko ime                                    | slovensko ime                | Adm. središče | Največje mesto (po preb.) | Št. prebivalcev (april 2021) | Površina (km2) |
| --------------------------------------------- | ---------------------------- | ------------- | ------------------------- | ---------------------------- | -------------- |
| Hovedstaden                                   | Regija glavnega mesta Danske | Hillerød      | København                 | 1.856.061                    | 2568,29        |
| Midtjylland                                   | Regija Osrednja Jutlandija   | Viborg        | Aarhus                    | 1.333.245                    | 13.095,80      |
| Nordjylland                                   | Regija Severna Jutlandija    | Aalborg       | Aalborg                   | 590.322                      | 7907,09        |
| Sjælland                                      | Regija Zelandija             | Sorø          | Roskilde                  | 839.619                      | 7268,75        |
| Syddanmark                                    | Regija Južna Danska          | Vejle         | Odense                    | 1.224.100                    | 12.132,21      |
| Vir: Regionalni in občinski ključni dokumenti |                              |               |                           |                              |                |

## Gospodarstvo
Danska je ena izmed gospodarsko najrazvitejših držav na svetu, z moderno in stabilno gospodarsko ureditvijo, ter stabilno gospodarsko rastjo, kar jim omogoča socialne storitve na visokem nivoju. V javnem sekretorju dela tretjina zaposlenih, 44 % odraslih pa koristi katero izmed oblik državnih storitev in pomoči. Glavna problema sta velika javna poraba in brezposelnost.
Zaradi milega podnebja in ilovnatih tal so na Danskem ugodne možnosti za kmetijstvo. Sedanja podoba kmetijske krajine, za katero so značilne samotne kmetije sredi ločenih zaokroženih posestev, izvira iz 18. stoletja. Ohranile pa so se tudi starejše vaške gruče kmetij. Vasi so zaradi trgovin, obrtnih delavnic in nenazadnje zaradi gostiln, imenovanih kro, središča širše okolice. V nekaterih naseljih je še zdaj mogoče razbrati značilni tloris iz konca srednjega veka, kakršnega so začrtali po predpisih kralja Valdemarja.
Kmetijstvo je na Danskem zelo razvito in v njem uporabljajo po najsodobnejših načelih veliko strojev. Pridelajo daleč več, kot je potrebno za oskrbo domačega prebivalstva, zato je Danska že več desetletij med najpomembnejšimi izvoznicami kmetijskih pridelkov in živilskih izdelkov v Evropi. Med značilnim danskim izvoznim blagom so maslo, siri, jajca, meso, šunke in slanina. Danska ima 2.41 milijona hektarja njiv in trajnih nasadov ter 323.000 hektarjev travnikov in pašnikov. Poudarek je na mlečni in mesni živinoreji. Poljedelstvo je usmerjeno v pridelovanje krmnih rastlin.Glavna kmetijska območja so v vzhodni Jutlandiji in na otokih Fyn in Sjelland. Pridelki so večinoma žito, ječmen, pšenica in rž, sladkorna pesa, krompir in krmne rastline.
Kmetijstvu sledi ribištvo, tako da je danes danska najpomembnejša ribiška država v EU. Ribiško ladjevje šteje približno 2.700 ladij. Glavna ribolovna območja so v Severnem morju, Atlantskem oceanu okrog Ferskih otokov, okrog Grenlandije in v Barentsovem morju. Lovijo predvsem polenovke, slanike, sardelice, belice in jegulje. Letni ulov znaša 2.04 milijonov ton. Glavna ribiška pristanišča so Esbjerg, Hanstholm, Hirtshals, Skagen na istoimenskem skrajno severnem polotoku otoka Severni Jutland in Frederikshavn, tudi na istem otoku.
Danska ima 452.000 ha gozdov, majhen del je listavcev, prevladujejo umetni nasadi iglavcev.
Danska ima zelo učinkovito kmetijstvo, vendar pa že dolgo ni več izključno kmetijska dežela. Danes industrija zaposluje veliko več ljudi in pridobi, veliko več bruto družbenega proizvoda kot kmetijstvo. Ker pa na Danskem ni pomembnih rud in surovin, se je industrija oprla na predelavo kmetijskih uvoženih surovin. Industrija izdela široko izbiro izdelkov, od živil, pletenin pa vse do oblačil, pohištva porcelana, kemikalij ter elektronskih naprav. Izjemno pomemben je tudi turizem. Med tujimi turisti so v večini Nemci, ki se odločajo za kampe na obali in majhna pristanišča. Glavna turistična središča so Kopenhagen z bližnjo okolico, obmorska letovišča na severni obali Sjellanda, severne in jugozahodne obale Jutlandije in zabaviščni park Legoland v Billundu. 
Država ima gosto cestno omrežje - 71.420 km cest, od tega 786 km avtocest. Imajo tudi omrežje kolesarskih stez, saj država spodbuja vožnjo s kolesi po mestih. Imajo tudi 2.865 km železniških prog, od tega 326 km elektrificiranih, večina je v lasti Danskih državnih železnic in 495 km zasebni lasti. Trgovsko ladjevje ima 456 ladij. Glavna pristanišča so Kopenhagen, Kalundborg, Esbjerg, Aalborg, Aarhus in Fredericia. Po državi je posejanih 13 večjih letališč z rednim potniškim prometom; največje je v Kopenhagnu, med večjimi so še Billund, Esbjerg, Aalborg, Roskilde in Odense.

## Naravne in kulturne znamenitosti

### Aalborg
Kljub industrijskemu ozadju in tovarnam ob obali je mesto v zadnjih letih postalo priljubljeno pri turistih, saj poleg muzejev, cerkva in parkov ponuja široko paleto zanimivosti in zgodovinskih stavb: Grad Aalborghus (Aalborghus Slot) (1539), stara mestna hiša v Aalborgu (1762), meščanska hiša Jensa Banga (Jens Bangs Stenhus) (1623), gotska cerkev sv. Budolfija (14.st.), Zgodovinski muzej Aalborg.

### Aarhus
Pristaniško mesto na V obali Jutlandije. Aarhus se je razvijal v stopnjah, od vikinške dobe do sodobnega časa, vse pa je danes vidno v mestu.
Aarhuška stolnica (Århus Domkirke) (13.-15.st., je najdaljša in najvišja cerkev na Danskem), muzej na prostem Den Gamle By. Den Gamle By (Staro mesto), uradno Danmarks Købstadmuseum (Danski muzej tržnega mesta), predstavlja dansko mestno krajino od 16. stoletja do 1970-ih s posameznimi območji, osredotočenimi na različna časovna obdobja. 75 zgodovinskih stavb, zbranih iz različnih delov države, je bilo pripeljanih sem, da bi ustvarili samostojno majhno mesto. Muzej Moesgård je specializiran za arheologijo in etnografijo.

### Billund
Mesto v srednjem delu Jutlandije. Billund je priljubljena turistična destinacija za družine. Številne mestne znamenitosti so povezane s potjo Playline, ki je bila zasnovana tako, da turistom nudi varno in otrokom prijazno pot po mestu. Zabaviščni park Legoland z različnimi modeli in figurami iz več kot 25 mil. lego kock vsako leto v Billund pritegne 2 milijona turistov. Hiša Lego je bila odprta septembra 2017. Zasnovala jo je Bjarke Ingels Group, da izgleda kot kup lego kock in vključuje restavracije, igralne cone in javni trg.

### Bornholm
Otok v Baltskem morju, 150 km vzhodno od Københavna. Na površju Bornholma so starejše geološke formacije vidne bolje kot na preostalem delu Danske. Številna majhna in slikovita pristanišča, glavno mesto Ronne z ozkimi zavitimi ulicami, razvaline trdnjave Hammershus iz 13.st. Na otoku je 15 srednjeveških cerkva, od katerih so štiri okrogle cerkve z edinstvenimi umetninami in arhitekturo, ki so jih, podobno kot tabore na Slovenskem, prebivalci uporabljali za obrambo. 

### Helsingør
Mesto na SV Sjellanda. Renesančni grad Kronborg (1574-1584), prizorišče Shakespearjevega Hamleta, karmeličanski samostan (15.st.). Okoli leta 1200 je bila zgrajena prva cerkev, cerkev svetega Olafa. Najstarejša znana utrjena zgradba Helsingørja je Flynderborg, zgodnjesrednjeveška trdnjava na hribu južno od srednjeveškega mesta.

### Hillerod
Mesto v severnem delu Sjellanda. Renesančna palača Frideriksborg (1602-1620) na treh otočkih sredi jezera z muzejem. V bližini baročna palača Fredensborg (1719-1722), poletna rezidenca
kraljeve družine v Jellingu: Mesto v južni Jutlandiji. Prva prestolnica danskih kraljev (10.-11.st). veliki grobni gomili in kamni z runami.

### København
København nekoč središče obsežne baltske in skandinavske države, je zdaj prestolnica majhne države in kraljevine. Mesto je danes politično in kulturno središče Danske. Znamenitost mesta je kip male morske deklice iz pravljice Hansa Christiana Andersena. Zelo znan je tudi zabaviščni park Tivoli v centru mesta. Mesto vsako leto obišče množica turistov z vsega sveta. Prava atrakcija v mestu je menjava straže pred kraljevo palačo Amalienborg. Kraljeva palača je splet štirih palač čisto blizu notranjega pristanišča in je kraljevo bivališče. København slovi tudi kot staro univerzitetno mesto, kot mesto muzejev, gledališč, galerij in umetnosti. Izredno je znano po kraljevem baletu in industrijskem oblikovanju, hkrati pa je mesto znano tudi po alternativni umetnosti, ki ima svoj center v svobodnem mestu Christiania (danes mestna četrt v Københavnu). 
Najstarejši del ožjega mestnega jedra Kopenhagna se pogosto imenuje Middelalderbyen (srednjeveško mesto). Vendar pa je najbolj značilno mestno okrožje Frederiksstaden, razvito med vladavino Friderika V. V središču je palača Amalienborg, nad njim pa dominira kupola Friderikove cerkve (ali Marmorne cerkve) in več elegantnih rokokojskih dvorcev iz 18. stoletja. Notranje mesto vključuje Slotsholmen, otoček, na katerem stoji palača Kristijansborg in Christianshavn s kanali. Børsen na Slotsholmenu in palača Frideriksborg v Hillerødu, ki so jo končali šele leta 1738 pod vodstvom Lauridisa de Thura, najslavnejšega arhitekta v mestu, sta vidna primera nizozemskega renesančnega sloga v Københavnu.
Mesto je nastalo iz majhne ribiške in trgovske naselbine ob Øresundu. Leta 1167 je to zemljišče dobil od kralja Valdemarja I. v dar roskildski škof Absalon. Dojel je pomembni vojaški položaj naselja in je za varovanje plovbe na Švedsko zgradil utrjen grad, ki je branil pred morskimi roparji tudi majhno naselje. To je bila pomembna podlaga za razširitev trgovine in prometa. Iz naselja, ki se je sprva imenovalo kar Havn (Pristanišče), je kmalu zrasel Købmanddsen Havn (Pristanišče trgovcev) in nazadnje današnji København. Ko je Hansa spoznala, da se je tu razvil neprijeten tekmec, je leta 1369 razdejala grad in naselbino. Toda ugodne lege s tem niso mogli izničiti. Že leta 1416 je postalo obnovljeno naselje bivališče kraljev in leta 1443 je moral Roskilde tudi uradno prepustiti vlogo prestolnice Københavnu.
Pomemben razcvet je mesto doseglo v prvi polovici 17. stoletja pod vladavino kralja Kristijana IV. Iz tega časa izvirajo nekatere najlepše še ohranjene stavbe v mestu. Med njimi borza z nenavadno zavitim stolpom, Helmenska cerkev in dvorec Rosenborg v značilnem renesančnem slogu, na katerega je vplivalo nizozemsko stavbarstvo. Tudi bolj vsakdanjim potrebam namenjene stavbe, na primer Arzenal in stare kašče v Christianshavnu, izvirajo iztega časa. Odrešenikova cerkev z vitkim stolpom obdanim z vibastim zunanjim stopniščem, je zgled baročnega stavbarstva.
Tako kot vsa mesta po Evropi je so tudi København skozi zgodovino pestile tudi neštete bolezni, in ker je bilo mesto trgovsko je bilo še toliko bolj na udaru. V 18. stoletju je zaradi kužnih bolezni pomrla kaka tretjina meščanov. Požari so spremenili skoraj vso staro mesto v ruševine in pepel. Kar je ostalo in kar so na novo zgradili, je leta 1807 deloma spet uničilo obstreljevanje z angleških vojnih ladij. Ob začetku razvoja industrije sredi 19. stoletja so se v mestu naselili številni ljudje iz podeželja in kmalu je postalo v mejah starih mestnih utrdb pretesno. Ko so podrli mestno obzidje in je bila dovoljena širša pozidava, se je mesto najprej širilo ob glavnih mestnih vpadnicah. Po mostovih, ki so nekoč vodili čez mestne utrdbene jarke proti zahodu, severu in vzhodu, so dobila imena predmestja Vesterbro, Nørrebro in imenitnejši Østerbro. Ta predmestja so pozneje uredili in posodobili, zdaj pa v njih živijo predvsem delavci, starejši meščani ali študentje.
Čeprav se je København v 20 . stoletju izoblikoval v vodilno industrijsko mesto, je to vsaj v starem mestnem jedru komaj opaziti. Tu prevladuje vse, kar je povezano s trgovanjem, denarništvom in storitvami, industrijo pa so iz mestnega središča načrtno odstranili. Širše območje Københavna sega zdaj na severu do Helsingøra, na zahodu do Roskildeja in na jugu do Køgeja, od sosednjega švedskega mesta Malmöja pa ga ločuje samo preliv Øresund čez katerega so pred nekaj leti zgradili cestni in železniški most.

### Odense
Največje mesto na otoku Fyn. Rojstna hiša pisatelja Hansa Christiana Andersena (muzej). Pri vasi Ladby je muzej z 22 m dolgo vikinško ladjo iz 9. stoletja.

### Ribe
Staro mesto v južni Jutlandiji z odlično ohranjenim mestnim jedrom; stolnica Ribe, arheološki muzej v nekdanji škofijski palači.

### Roskilde
Staro mesto ob Rokskildskem zalivu zahodno od Københavna. Mogočna stolnica iz 12.-14. stoletja z grobnicami mnogih danskih vladarjev; Roskildska palača, Muzej vikinških ladij  (Vikingeskibsmuseet) s petimi vikinškimi ladjami.

### Rubjerg Knude
Svetilnik ob obali, zasut s peskom.

## Kraji svetovne dediščine
Na Unescovem seznamu svetovne dediščine Danske so: 
- Christiansfeld, moravska cerkvena naselbina,
- Runski kamni iz Jellinga (runski kamni in cerkev),
- palača Kronborg, Roskildska stolnica
- Najboljša lovska pokrajina v Severni Zelandiji
- Vikinška krožna utrdba
- Vatsko morje skupaj z Nemčijo in Nizozemsko
- Stevnski klif
- Roskildska stolnica

in 3 na seznamu svetovne dediščine na Grenlandiji: 
- Ilulissat Icefjord,
- Aasivissuit — Nipisat,
- Kujataa: nordijsko in inuitsko kmetijstvo na robu ledene kapice.